# 1995–1996-os magyar férfi vízilabda-bajnokság (első osztály)
Az 1995–1996-os magyar férfi vízilabda-bajnokság a kilencvenedik magyar vízilabda-bajnokság volt. A bajnokságban tizenkét csapat indult el, a csapatok két kört játszottak. Az alapszakasz után az 1-6. helyezettek play-off rendszerben játszottak a bajnoki címért (a párharcokat ebben az évben kuparendszerben rendezték).
A Tungsram SC új neve Kordax Budapest SC lett.

## Alapszakasz
| #   | Csapat                    | M  | Gy | D | V  | G+  | G-  | P  |
| --- | ------------------------- | -- | -- | - | -- | --- | --- | -- |
| 1.  | Vasas SC-Plaket           | 22 | 18 | 3 | 1  | 276 | 150 | 39 |
| 2.  | Újpesti TE-Office & Home  | 22 | 18 | 1 | 3  | 295 | 176 | 37 |
| 3.  | Ferencvárosi TC-Vitasport | 22 | 16 | 2 | 4  | 226 | 194 | 34 |
| 4.  | BVSC-Westel               | 22 | 14 | 1 | 7  | 266 | 179 | 29 |
| 5.  | Szegedi VE                | 22 | 13 | 3 | 6  | 204 | 169 | 29 |
| 6.  | Kordax Budapest SC        | 22 | 13 | 2 | 7  | 181 | 150 | 28 |
| 7.  | Kontavill-Szentesi SC     | 22 | 7  | 4 | 11 | 187 | 197 | 18 |
| 8.  | Bp. Spartacus             | 22 | 6  | 3 | 13 | 170 | 238 | 15 |
| 9.  | Szolnoki VSE              | 22 | 5  | 4 | 13 | 188 | 215 | 14 |
| 10. | ÚVMK Eger                 | 22 | 3  | 5 | 14 | 193 | 243 | 11 |
| 11. | OSC                       | 22 | 3  | 0 | 19 | 153 | 243 | 6  |
| 12. | Csanádi Árpád KSI         | 22 | 1  | 2 | 19 | 124 | 310 | 4  |

* M: Mérkőzés Gy: Győzelem D: Döntetlen V: Vereség G+: Dobott gól G-: Kapott gól P: Pont

## Rájátszás
Elődöntőbe jutásért: Ferencvárosi TC-Vitasport–Kordax Budapest SC 7–10, 11–9 és BVSC-Westel–Szegedi VE 7–11, 13–6
Elődöntő: Vasas SC-Plaket–Kordax Budapest SC 12–9, 9–10 és Újpesti TE-Office & Home–BVSC-Westel 12–13, 5–5
Döntő: Vasas SC-Plaket–BVSC-Westel 6–4, 8–11

## A góllövőlista élmezőnye
|    | Gól | Játékos         | Csapat     |
| -- | --- | --------------- | ---------- |
| 1. | 93  | Benedek Tibor   | Újpesti TE |
| 2. | 57  | Varga Tamás     | Vasas      |
| 3. | 54  | Áncsán András   | Eger       |
| 4. | 53  | Petőváry Zsolt  | Vasas      |
|    | 53  | Molnár Tamás    | Szeged     |
| 6. | 52  | Varga I. Zsolt  | BVSC       |
| 7. | 51  | Bereczki Miklós | Spartacus  |